# Zorocrates aemulus
Espèce
Zorocrates aemulus est une espèce d'araignées aranéomorphes de la famille des Zoropsidae.

## Distribution
Cette espèce se rencontre aux États-Unis au Texas et au Mexique au Nuevo León,.

## Description
Le mâle décrit par Platnick et Ubick en 2007 mesure 6 mm et la femelle 8 mm.

## Publication originale
- Gertsch, 1935 : Spiders from the southwestern United States. American Museum novitates, no 792, p. 1-31 (texte intégral).